# Schout van der Meerbrug
De Schout van der Meerbrug is een betonnen boogbrug in Delft, in de Nederlandse provincie Zuid-Holland. De brug verbindt het water van het Vrouwenregt en het Oosteinde en de straten Oude Langendijk en Nieuwe Langendijk. De brug is een rijksmonument

## Naamgeving
De brug is genoemd naar Arent Vranckensz van der Meer, die van ca. 1458 tot 1497 schout van Delft was en van 1461 tot zijn dood in 1503 waard van ’s Graven Herberg. Deze schout is vooral bekend om de strijd die hij met de abdij van Rijnsburg voerde om de rechtspraak over de grond die eigendom van de abdij was. Vroeger lagen hier twee bruggen (de naam van de tweede brug is onbekend). Die zijn in 1924 vervangen door één betonnen brug.